# Apertium
Apertium je program pro strojový překlad. Jeho základem je pravidlový strojový překlad a původně byl určen pouze pro dvojice podobných jazyků, jako je například španělština a katalánština. Jedná se o svobodný software dostupný pod licencí GNU GPL a určený pro POSIXové operační systémy.
Mezi jazyky podporované pro překlad do alespoň jednoho jiného jazyka patří angličtina, asturština, baskičtina, bokmål, bretonština, bretonština, bulharština, dánština, esperanto, francouzština, francouzština, galicijština, islandština, italština, katalánština, makedonština, norština, nynorsk, okcitánština, portugalština, rumunština, španělština, švédština a velština.